# Катнату
Катнату (груз. კათნატუ) — село в Грузії.
За даними перепису населення 2014 року в селі проживає 256 осіб.